# Società Sportiva Sambenedettese 2019-2020
Questa voce raccoglie le informazioni riguardanti la Società Sportiva Sambenedettese nelle competizioni ufficiali della stagione 2019-2020.

## Divise e sponsor
Lo sponsor tecnico per la stagione 2019-2020 è Macron, mentre lo sponsor ufficiale è Elite. Per la fase
dei Play-off lo sponsor tecnico è Nike, mentre lo sponsor ufficiale è Sudaires.

## Organigramma societario
Area direttiva
- Presidente: Domenico Serafino
- Direttore Generale: Walter Cinciripini
- Segretario Generale: Giancarlo Palma
- Segretario Sportivo: Nazzareno Marchionni

Area comunicazione e marketing
- Addetto stampa e comunicazione: Matteo Bianchini
- Responsabile marketing: Simona Piergallini
- S.L.O.: Simone Perotti

Area sportiva
- Direttore Sportivo: Pietro Fusco
- Team Manager: Italo Schiavi

Area tecnica
- Allenatore: Paolo Montero
- Vice Allenatore: Gianluca Dottori
- Preparatore atletico: Santiago Ferro
- Preparatore dei portieri: Stefano Visi

Area sanitaria
- Responsabile staff Medico: Giovanni Staffilano
- Medico sociale: Mauro Persico
- Massofisioterapista: Luigi Iachetti, Marco Minnucci

## Rosa
| N. |                   | Ruolo | Calciatore         |
| -- | ----------------- | ----- | ------------------ |
| 1  | Italia (bandiera) | P     | Antonio Santurro   |
| 2  | Italia (bandiera) | D     | Giacomo Biondi     |
| 3  | Italia (bandiera) | D     | Lorenzo Trillò     |
| 4  | Italia (bandiera) | C     | Luca Gelonese      |
| 5  | Italia (bandiera) | D     | Andrea Zaffagnini  |
| 6  | Italia (bandiera) | D     | Mirko Miceli       |
| 7  | Italia (bandiera) | A     | Alessio Di Massimo |
| 8  | Italia (bandiera) | C     | Gabriele Bove      |
| 9  | Italia (bandiera) | A     | Iacopo Cernigoi    |
| 10 | Italia (bandiera) | A     | Emilio Volpicelli  |
| 11 | Italia (bandiera) | C     | Marco Piredda      |
| 12 | Italia (bandiera) | P     | Matteo Raccichini  |

| N. |                   | Ruolo | Calciatore                     |
| -- | ----------------- | ----- | ------------------------------ |
| 14 | Italia (bandiera) | D     | Francesco Rapisarda (capitano) |
| 17 | Italia (bandiera) | C     | Ludovico Rocchi                |
| 18 | Italia (bandiera) | A     | Marco Frediani                 |
| 20 | Italia (bandiera) | A     | Francesco Orlando              |
| 21 | Italia (bandiera) | C     | Simone Brunetti                |
| 22 | Italia (bandiera) | P     | Lorenzo Fusco                  |
| 23 | Italia (bandiera) | D     | Davide Di Pasquale             |
| 25 | Italia (bandiera) | C     | Vincenzo Garofalo              |
| 29 | Italia (bandiera) | C     | Lorenzo Panaioli               |
| 30 | Italia (bandiera) | D     | Andrea Gemignani               |
| 33 | Italia (bandiera) | C     | Federico Angiulli              |

## Risultati

### Serie C

#### Girone di andata
| Arbitro: | Bitonti (Bologna) |

|             |           |                                                   |
| Parlati 27’ | Marcatori | 13’ Cernigoi 52’ (aut.) Di Sabatino 90+2’ Orlando |

| San Benedetto del Tronto 1º settembre 2019, ore 17:30 CEST 2ª giornata | Sambenedettese      | 0 – 0 referto | Triestina | Stadio Riviera delle Palme (4370 spett.)\| Arbitro: \| Gariglio (Pinerolo) \| |
| Arbitro:                                                               | Gariglio (Pinerolo) |               |           |                                                                               |

| Arbitro: | Di Cairano (Ariano Irpino) |

|                         |           |                |
| Grandolfo 6’ Voltan 61’ | Marcatori | 33’ Di Massimo |

| Arbitro: | Fontani (Siena) |

|                           |           |          |
| Cernigoi 53’ Frediani 86’ | Marcatori | 22’ Cais |

| Arbitro: | Carella (Bari) |

|             |           |              |
| Liguori 26’ | Marcatori | 12’ Cernigoi |

| Arbitro: | Rutella (Enna) |

|                |           |              |
| Di Massimo 17’ | Marcatori | 28’ Rossetti |

| Arbitro: | Caldera (Como) |

|  |           |                   |
|  | Marcatori | 16’, 50’ Frediani |

| Arbitro: | Perenzoni (Rovereto) |

|                               |           |                 |
| Cernigoi 43’, 54’, 66’, 90+2’ | Marcatori | 26’, 69’ Paponi |

| Arbitro: | Colombo (Como) |

|             |           |                                       |
| Borello 62’ | Marcatori | 24’ Rapisarda 29’ Angiulli 78’ Miceli |

| Arbitro: | Saia (Palermo) |

|                |           |                       |
| Volpicelli 14’ | Marcatori | 7’ Danieli 69’ Odogwu |

| Arbitro: | Meraviglia (Pistoia) |

|                                |           |  |
| Ronaldo 81’ (rig.) Santini 84’ | Marcatori |  |

| Arbitro: | Tremolada (Monza) |

|  |           |                                         |
|  | Marcatori | 24’ Cappelletti 51’ Guerra 54’ Pontisso |

| Arbitro: | Carella (Bari) |

|                           |           |             |
| Scappini 89’ Marchi 90+7’ | Marcatori | 64’ Orlando |

| Arbitro: | Santoro (Messina) |

|                             |           |  |
| Di Massimo 69’ Frediani 84’ | Marcatori |  |

| Arbitro: | De Santis (Lecce) |

|                                                 |           |  |
| Casiraghi 10’ Mazzocchi 12’ Morosini 26’ (rig.) | Marcatori |  |

| Arbitro: | Zufferli (Udine) |

|                             |           |  |
| Frediani 32’ Volpicelli 63’ | Marcatori |  |

| Arbitro: | Maggio (Lodi) |

|              |           |               |
| Vuthaj 90+2’ | Marcatori | 49’ Rapisarda |

| Arbitro: | Rutella (Enna) |

|                             |           |  |
| Di Massimo 10’ Cernigoi 29’ | Marcatori |  |

| Arbitro: | Miele (Nola) |

|             |           |  |
| Maurizi 71’ | Marcatori |  |

#### Girone di ritorno
| Arbitro: | Giordano (Novara) |

|                |           |             |
| Volpicelli 86’ | Marcatori | 59’ Baldini |

| Arbitro: | Paterna (Teramo) |

|                |           |                             |
| Costantino 90’ | Marcatori | 4’ Cernigoi 61’ Di Pasquale |

| Arbitro: | Panettella (Bari) |

|  |           |            |
|  | Marcatori | 78’ De Feo |

| Arbitro: | Pascarella (Nocera Inferiore) |

|             |           |               |
| Bigolin 36’ | Marcatori | 56’ Grandolfo |

| Arbitro: | Gualtieri (Asti) |

|  |           |            |
|  | Marcatori | 80’ Neglia |

| Arbitro: | Di Cairano (Ariano Irpino) |

|              |           |  |
| Spaviero 87’ | Marcatori |  |

| Arbitro: | Bordin (Bassano del Grappa) |

|           |           |                           |
| Miceli 3’ | Marcatori | 40’ Nocciolini 74’ Mokulu |

| Piacenza 2020, ore CET 27ª giornata | Piacenza | – | Sambenedettese | Stadio Leonardo Garilli |

| San Benedetto del Tronto 2020, ore CET 28ª giornata | Sambenedettese | – | Cesena | Stadio Riviera delle Palme |

| Verona 2020, ore CET 29ª giornata | Virtus Verona | – | Sambenedettese | Centro sportivo Mario Gavagnin-Sinibaldo Nocini |

| San Benedetto del Tronto 2020, ore CEST 30ª giornata | Sambenedettese | – | Padova | Stadio Riviera delle Palme |

| Vicenza 2020, ore CEST 31ª giornata | L.R. Vicenza | – | Sambenedettese | Stadio Romeo Menti |

| San Benedetto del Tronto 2020, ore CEST 32ª giornata | Sambenedettese | – | Reggio Audace | Stadio Riviera delle Palme |

| Rimini 2020, ore CEST 33ª giornata | Rimini | – | Sambenedettese | Stadio Romeo Neri |

| San Benedetto del Tronto 2020, ore CEST 34ª giornata | Sambenedettese | – | Südtirol | Stadio Riviera delle Palme |

| Salò 2020, ore CEST 35ª giornata | Feralpisalò | – | Sambenedettese | Stadio Lino Turina |

| San Benedetto del Tronto 2020, ore CEST 36ª giornata | Sambenedettese | – | Imolese | Stadio Riviera delle Palme |

| Gubbio 2020, ore CEST 37ª giornata | Gubbio | – | Sambenedettese | Stadio Pietro Barbetti |

| San Benedetto del Tronto 2020, ore CEST 38ª giornata | Sambenedettese | – | Carpi | Stadio Riviera delle Palme |

#### Play-off
| Padova 30 giugno 2020, ore 20:45 Primo turno | Padova           | 0 – 0 referto | Sambenedettese | Stadio Euganeo\| Arbitro: \| Vigile (Cosenza) \| |
| Arbitro:                                     | Vigile (Cosenza) |               |                |                                                  |

### Coppa Italia
| Arbitro: | Di Graci (Como) |

|                                             |                      |                                            |
| Tentoni 51’ Padovan 59’ Latte Lath 102’     | Marcatori            | 26’, 113’ (rig.) Cernigoi 64’ Rapisarda    |
| Boccardi Marcucci D'Alena Latte Lath Valeau | Tiri di rigore 4 – 3 | Cernigoi Brunetti Miceli Orlando Rapisarda |

### Coppa Italia Serie C

#### Fase a eliminazione diretta
| Arbitro: | Zucchetti (Foligno) |

|  |           |                                  |
|  | Marcatori | 17’ (rig.) Cognini 64’ De'Angelo |

## Statistiche

### Statistiche di squadra
Statistiche aggiornate al 16 febbraio 2020.
| Competizione         | Punti       | In casa | In casa | In casa | In casa | In casa | In casa | In trasferta | In trasferta | In trasferta | In trasferta | In trasferta | In trasferta | Totale | Totale | Totale | Totale | Totale | Totale | D.R. |
| Competizione         | Punti       | G       | V       | N       | P       | GF      | GS      | G            | V            | N            | P            | GF           | GS           | G      | V      | N      | P      | GF     | GS     | D.R. |
| -------------------- | ----------- | ------- | ------- | ------- | ------- | ------- | ------- | ------------ | ------------ | ------------ | ------------ | ------------ | ------------ | ------ | ------ | ------ | ------ | ------ | ------ | ---- |
| Serie C              | 33          | 13      | 5       | 3       | 5       | 16      | 14      | 13           | 4            | 3            | 6            | 15           | 17           | 26     | 9      | 6      | 11     | 31     | 31     | 0    |
| Coppa Italia         | Primo Turno | 1       | 0       | 1       | 0       | 3       | 3       | 0            | 0            | 0            | 0            | 0            | 0            | 1      | 0      | 1      | 0      | 3      | 3      | 0    |
| Coppa Italia Serie C | Primo Turno | 1       | 0       | 0       | 1       | 0       | 2       | 0            | 0            | 0            | 0            | 0            | 0            | 1      | 0      | 0      | 1      | 0      | 2      | -2   |
| Totale               | 33          | 15      | 5       | 4       | 6       | 19      | 19      | 13           | 4            | 3            | 6            | 15           | 17           | 28     | 9      | 7      | 12     | 34     | 36     | -2   |

### Andamento in campionato
| Giornata  | 1 | 2 | 3 | 4 | 5 | 6 | 7 | 8 | 9 | 10 | 11 | 12 | 13 | 14 | 15 | 16 | 17 | 18 | 19 | 20 | 21 | 22 | 23 | 24 | 25 | 26 | 27 | 28 | 29 | 30 | 31 | 32 | 33 | 34 | 35 | 36 | 37 | 38 |
| --------- | - | - | - | - | - | - | - | - | - | -- | -- | -- | -- | -- | -- | -- | -- | -- | -- | -- | -- | -- | -- | -- | -- | -- | -- | -- | -- | -- | -- | -- | -- | -- | -- | -- | -- | -- |
| Luogo     | T | C | T | C | T | C | T | C | T | C  | T  | C  | T  | C  | T  | C  | T  | C  | T  | C  | T  | C  | T  | C  | T  | C  | T  | C  | T  | C  | T  | C  | T  | C  | T  | C  | T  | C  |
| Risultato | V | N | P | V | N | N | V | V | V | P  | P  | P  | P  | V  | P  | V  | N  | V  | P  | N  | V  | P  | N  | P  | P  | P  |    |    |    |    |    |    |    |    |    |    |    |    |
| Posizione | 4 | 4 | 8 | 5 | 5 | 7 | 6 | 5 | 3 | 6  | 7  | 10 | 10 | 9  | 9  | 8  | 8  | 8  | 9  | 9  | 7  | 9  | 9  | 9  | 10 | 10 |    |    |    |    |    |    |    |    |    |    |    |    |

Fonte:  Serie C - Girone B, su calcio.com.
Legenda:

Luogo: C = Casa; T = Trasferta. Risultato: V = Vittoria; N = Pareggio; P = Sconfitta.